# Santander Cycles

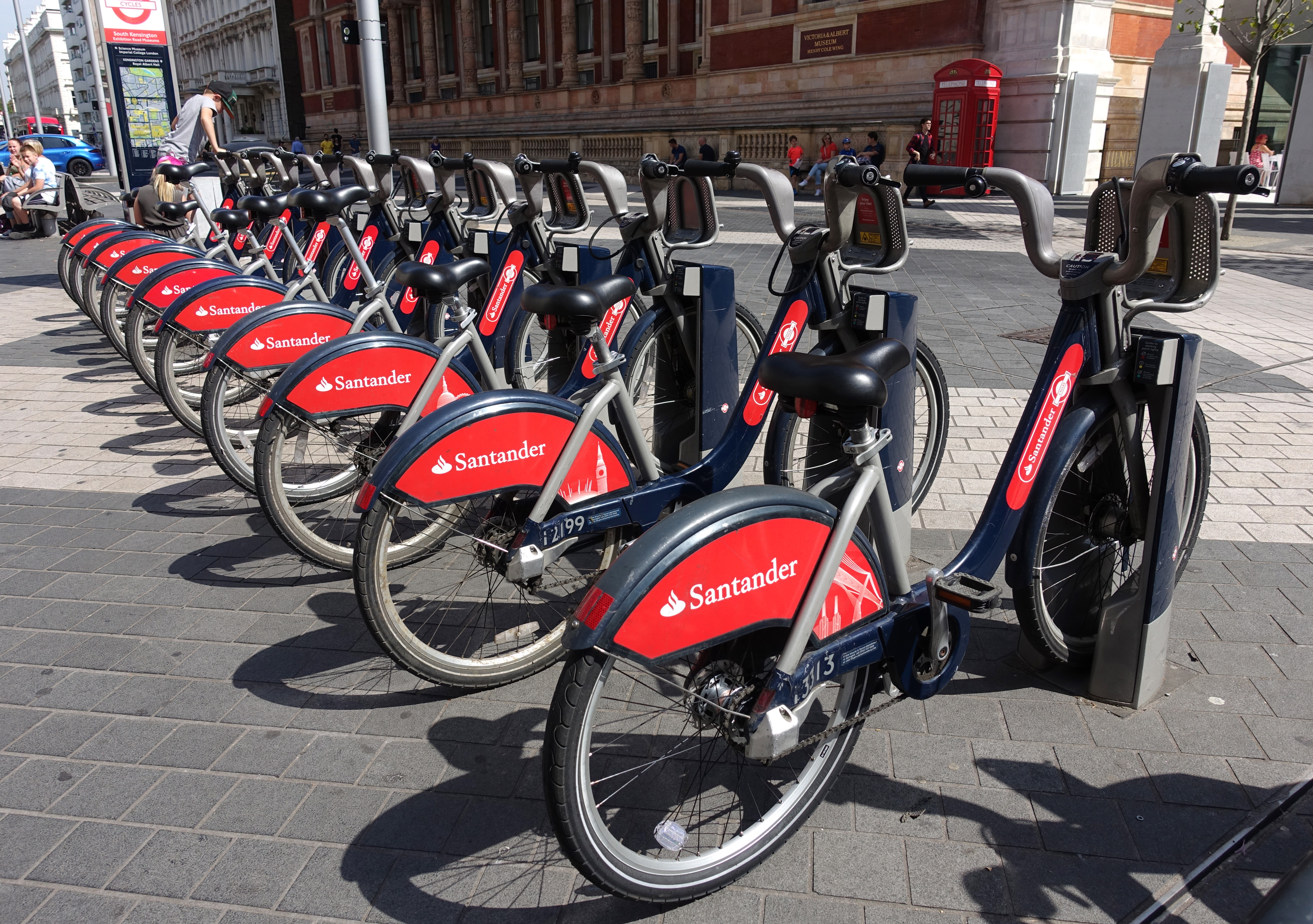
Santander Cycles

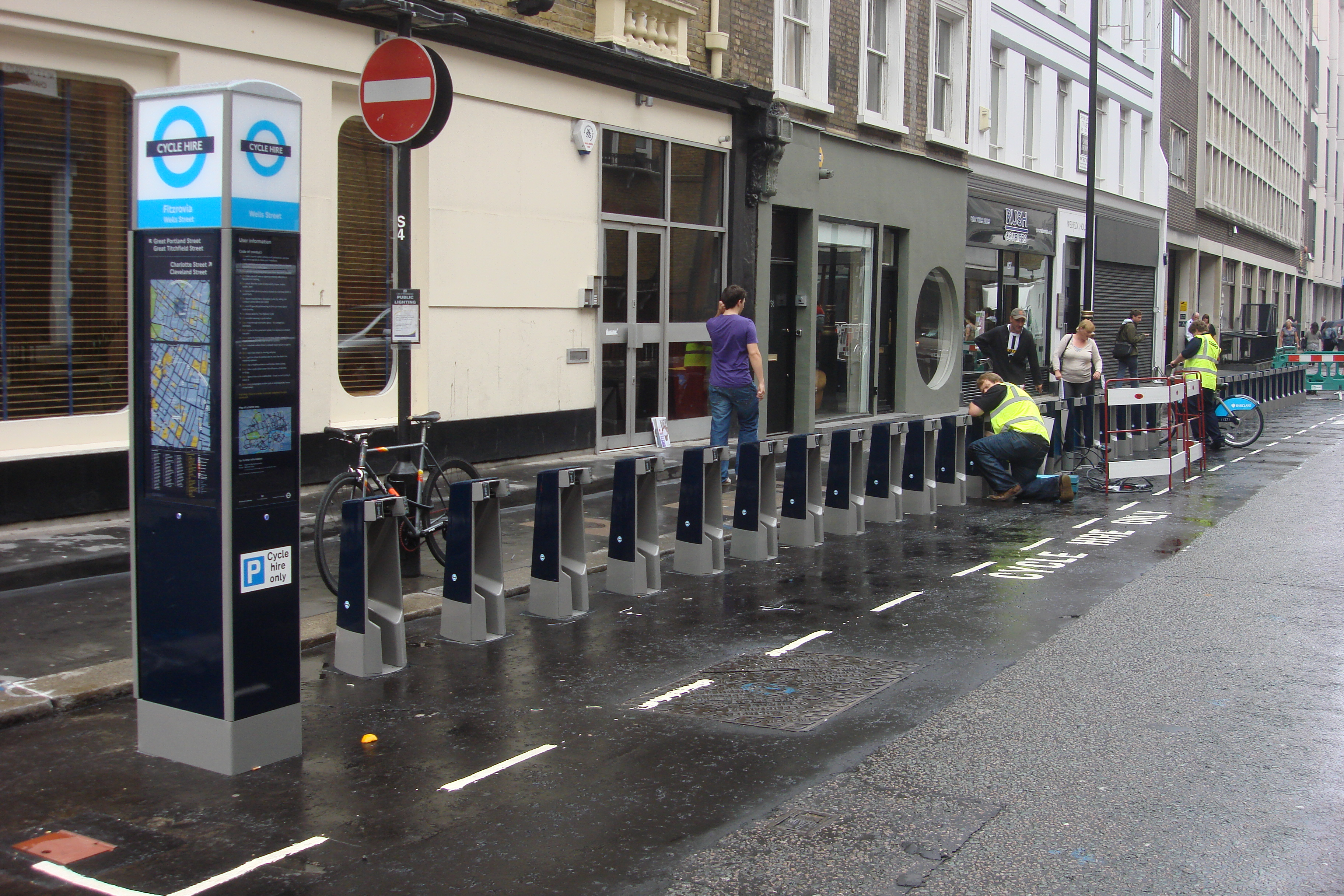
Aufbau einer Barclays Cycle Hire Station

Santander Cycles ist ein am 30. Juli 2010 in London in Betrieb genommenes öffentliches Fahrradverleihsystem. Bis März 2015 lautete der Name Barclays Cycle Hire. 5000 Fahrräder an 315 Stationen standen zum Start des von Transport for London (TfL) betriebenen Systems im Zentrum der britischen Hauptstadt zur Verfügung. Der 81 Millionen Pfund teure Ausbau lag wegen Software-Problemen zunächst monatelang auf Eis. Im August 2017 umfasste das System mehr als 11.500 Fahrräder an über 750 Stationen.
Umgangssprachlich werden die Fahrräder auch als Boris Bikes bezeichnet, dem Namen des zur Einführung des Systems im Amt befindlichen Londoner Bürgermeisters Boris Johnson. Johnson beansprucht das System für sich, geplant und angekündigt wurde es allerdings von seinem Vorgänger Ken Livingstone. Boris Johnson hofft, dass die Fahrräder bald „so wie die schwarzen Taxen und roten Busse“ zu London gehören werden.

## Auslastung
In den ersten drei Wochen nach Inbetriebnahme des Systems hatten sich 60.000 Kunden angemeldet, die insgesamt 250.000 Fahrten zurückgelegt haben. Am 10. September 2010 wurde die Marke von 500.000 Fahrten überschritten und bereits über 80.000 Kunden hatten sich ein Abonnement gesichert.
Nach zweieinhalb Monaten sind weit über eine Million Fahrten gemacht worden und mehr als 94.000 Londoner haben sich registrieren lassen. An einem normalen Wochentag werden 20.000 Fahrten durchgeführt – im Durchschnitt mehr als drei pro Fahrrad. Und sie werden eingesetzt, wie beabsichtigt, für kurze Strecken: 93 Prozent der Fahrten sind kostenlos, dauern also weniger als 30 Minuten.

## Funktionsweise

### Abonnements und Tarife

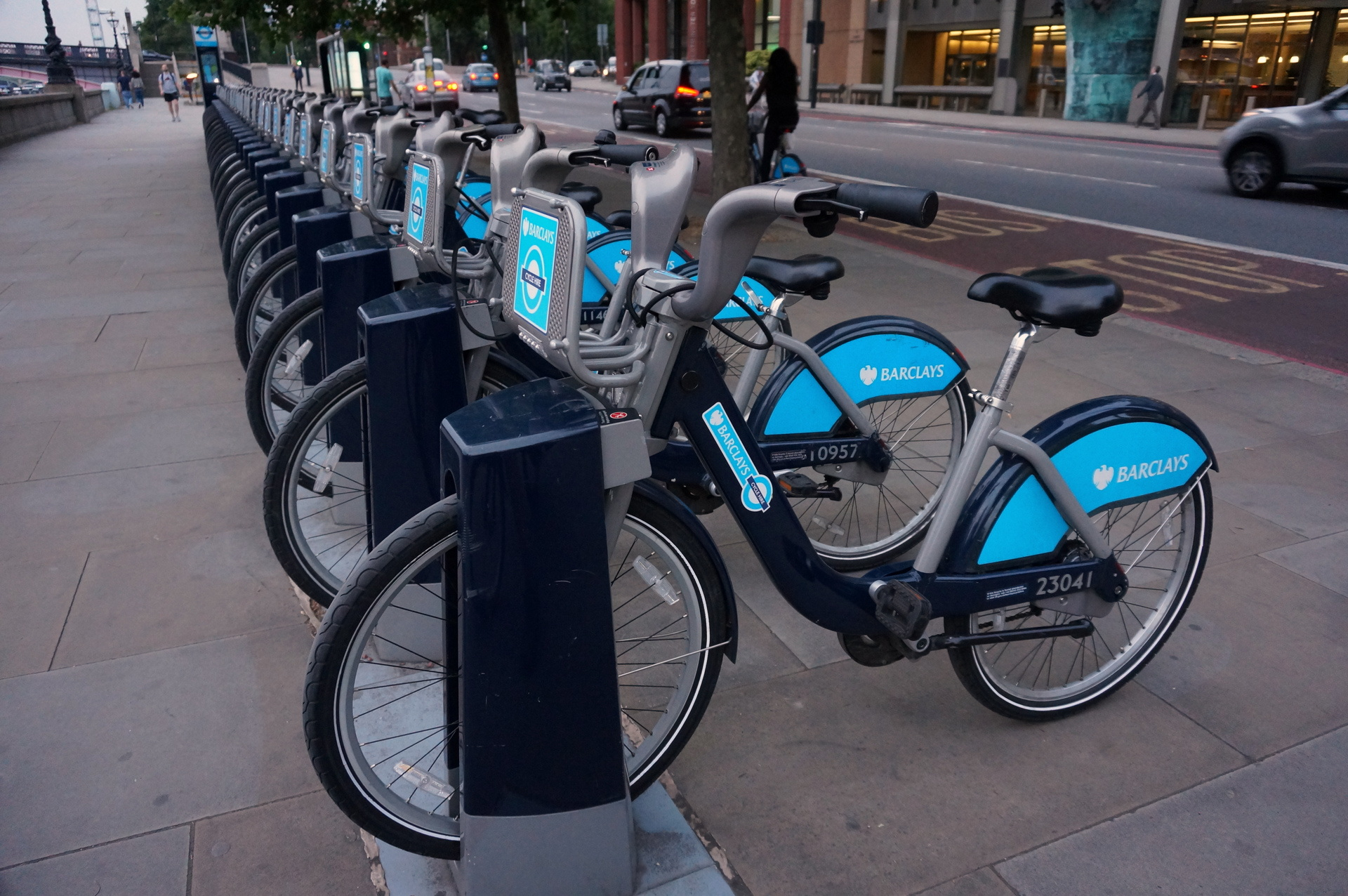
Station „Fire Brigade Pier, Vauxhall“ am Albert Embankment

Um das System nutzen zu können, braucht man ein Abonnement. Wird ein Fahrrad länger als eine halbe Stunde entliehen, fallen je nach Dauer zusätzliche Nutzungskosten an.
Kurzzeitabonnements für 24 Stunden können an jeder Fahrradstation für 2 £ mit Kreditkarte bezogen werden. Persönliche Schlüssel sind hingegen nur für Personen mit einer britischen Postadresse erhältlich. Sie kosten 3 £ pro Schlüssel; damit ist ein Jahresabonnement für 90 £ erhältlich oder ein „Pay-as-you-pedal“-Abonnement, bei dem nur die tatsächliche Nutzung berechnet wird und das gleich viel kostet wie das Kurzzeitabonnement (2 £ für 24 Std.), aber bequemer zu handhaben ist.
Die ersten 30 Minuten einer Fahrt waren ursprünglich kostenlos, jede zusätzliche, auch angebrochene, halbe Stunde kostete 2,00 £. Bei langen Fahrten war es deshalb zur persönlichen Kostenersparnis sinnvoller, das Fahrrad vor Ablauf der ersten halben Stunde zurückzugeben und direkt wieder neu zu entleihen, statt es über einen längeren Zeitraum zu entleihen.
Tarifbeispiele:
| Dauer | 30 min                                   | 1 h   | 1 h 30 | 2 h   | 2 h 30 | 2 h 45 | 6 h | 24 h |
| Tarif | £1,65 (inzwischen Mindestpreis, 02-2024) | £2,00 | £4,00  | £6,00 | £8,00  | £10    | £22 | £46  |

Ein entliehenes Fahrrad kann an jeder beliebigen Station wieder zurückgegeben werden, es muss also nicht wieder zum Ausgangspunkt zurückgebracht werden. Es kann aber auch nicht frei abseits von Stationen abgestellt werden. Nach Ablauf einer Sperrzeit von 5 Minuten kann das gleiche Fahrrad (oder ein anderes) wieder entliehen werden.

### Fahrräder
Die in London angebotenen Fahrräder werden in Kanada hergestellt und basieren auf Bixi, dem seit 2009 in Montreal angebotenen öffentlichen Fahrradverleihsystem. Sie sollen einen Stückpreis von 350 Pfund haben.
Im Gegensatz zu anderen Systemen wie etwa dem Pariser Vélib’ haben die Fahrräder kein Schloss, d. h., sie können nicht (um zum Beispiel kurz in ein Geschäft zu gehen) unterwegs angeschlossen werden. Sie können also nur in den Stationen gesichert werden. In den ersten zwei Monaten nach Start des Barclays Cycle Hire wurden fünf Fahrräder gestohlen.

## Finanzierung
Die Kosten für den Aufbau des Systems werden auf 140 Millionen Pfund geschätzt. Der Finanzkonzern Barclays steuerte 25 Millionen Pfund zu und erhielt im Gegenzug für fünf Jahre die Namensrechte am System. Als  Sponsor ab 2015 wollte die Bank Santander UK in  den nächsten sieben Jahren jährlich 43,75 Millionen Pfund investieren. Entsprechend wurde der Dienst im März 2015 in Santander Cycles umbenannt.

## Ausbau der Radwege
Die Inbetriebnahme des Systems war auch Startschuss für den Ausbau von Fahrradrouten quer durch London. Bis 2015 war die Einrichtung von zwölf Cycle Superhighways geplant; zwei davon wurden bereits im Sommer 2010 eröffnet. Diese speziell gekennzeichneten Routen zeichnen sich durch eine durchgehende blaue Markierung am Boden, eine Breite von mindestens 1,50 Meter und Umbauten an Straßenkreuzungen aus. Gemeinsam mit den Mietfahrrädern sollten sie Radfahren in London populärer machen und die Sicherheit der Fahrradfahrer im Straßenverkehr erhöhen.